# Liste der Kulturdenkmäler in Waldems
Die folgende Liste enthält die in der Denkmaltopographie ausgewiesenen Kulturdenkmäler auf dem Gebiet  der Gemeinde Waldems, Rheingau-Taunus-Kreis, Hessen.
Hinweis: Die Reihenfolge der Denkmäler in dieser Liste orientiert sich zunächst an Ortsteilen und anschließend der Anschrift, alternativ ist sie auch nach der Bezeichnung, der vom Landesamt für Denkmalpflege vergebenen Nummer oder der Bauzeit sortierbar.
Kulturdenkmäler werden fortlaufend im Denkmalverzeichnis des Landes Hessen durch das Landesamt für Denkmalpflege Hessen auf Basis des Hessischen Denkmalschutzgesetzes (HDSchG) geführt. Die Schutzwürdigkeit eines Kulturdenkmals hängt nicht von der Eintragung in das Denkmalverzeichnis des Landes Hessen oder der Veröffentlichung in der Denkmaltopographie ab.

Das Vorhandensein oder Fehlen eines Objekts in dieser Liste ist keine rechtsverbindliche Auskunft darüber, ob es Kulturdenkmal ist oder nicht: Diese Liste entspricht möglicherweise nicht dem aktuellen Stand der offiziellen Denkmaltopographie. Diese ist für Hessen in den entsprechenden Bänden der Denkmaltopographie Bundesrepublik Deutschland und im Internet unter DenkXweb – Kulturdenkmäler in Hessen einsehbar. Auch diese Quellen sind, obwohl sie durch das Landesamt für Denkmalpflege Hessen aktualisiert werden, nicht immer aktuell, da es im Denkmalbestand immer wieder Änderungen gibt.
Eine verbindliche Auskunft erteilt allein das Landesamt für Denkmalpflege Hessen.
Nutze diese Kartenansicht, um Koordinaten in der Liste zu setzen. In dieser Kartenansicht sind Kulturdenkmale ohne Koordinaten mit einem roten bzw. orangen Marker dargestellt und können in der Karte gesetzt werden. Kulturdenkmale ohne Bild sind mit einem blauen bzw. roten Marker gekennzeichnet, Kulturdenkmale mit Bild mit einem grünen bzw. orangen Marker.

## Kulturdenkmäler nach Ortsteilen

### Bermbach
| Bild                                | Bezeichnung                         | Lage                                                   | Beschreibung | Bauzeit | Objekt-Nr. |
| ----------------------------------- | ----------------------------------- | ------------------------------------------------------ | --- | ------- | ---------- |
|                                     |                                     | Bermbach, Am Stockborn 1 LageFlur: 2, Flurstück: 86    | |         | 14291 DDB  |
| Bild gesucht BW                     |                                     | Bermbach, Gesamtanlage Hauptstraße Lage                | Hauptstraße 16a–22 (Ostseite) Gleichmäßige Reihung von Zwei- und Dreiseithöfen mit giebelständigen, schmalen Wohnbauten; zur Straße hin abgeschlossen durch teils überdachte Tore. Dadurch entsteht hier eine straßendorfartige Situation. Querliegende Scheunen bilden die rückwärtige Hofbegrenzung und den Ortsrand. Wohnhäuser in Fachwerk oder Mauerwerk, überwiegend verputzt; Entstehung im 18. Jahrhundert, Umbauten und Veränderungen des 19. Jahrhunderts. |         | 14289 DDB  |
| Bild gesucht BW                     |                                     | Bermbach, Gesamtanlage Nebenstraße Lage                | Am Stockborn 1 Hauptstraße 35, 37 Nebenstraße 2, 4, 6 Kleinteilige Bebauung des alten Ortskernes, möglicherweise bis ins 17. Jahrhundert zurückgehende Hofreiten. Hauptstraße 35: Schule und Rathaus, erbaut oder verändert im 19. Jahrhundert, jetzt verputzt und modern überformt, mit markantem Dachreiter; prominente Lage in der Ortsmitte. Hauptstraße 37: ehemaliges Lehrerhaus, verputzter Fachwerkbau, 18. Jahrhundert, kürzlich verändert. Nebenstraße 2: Scheune inschriftlich datiert 1789. Nebenstraße 4: Schmuckfachwerk um 1700 mit geschweiften Knaggen, darüber Ornamentputz des frühen 20. Jahrhunderts mit Eckquaderung; markante große Scheune. Nebenstraße 6: geschlossene Hofreite des 19. Jahrhunderts, Fachwerk mit Backsteinausfachung.                                          |         | 14290 DDB  |
|                                     |                                     | Bermbach, Hauptstraße 12 LageFlur: 2, Flurstück: 7/1   | Kleiner Hakenhof des 17. Jahrhunderts, am ehemaligen nördlichen Ortsausgang gelegen. Giebelständiges Wohnhaus und rechtwinklig den Hof abschließende Scheune, durch ein jüngeres Nebengebäude verbunden. Fachwerk des Wohnhauses verputzt, an der vorderen Ecke (vom Eingang hierherversetzte) Bauinschrift: „1676 den 9 Tag Martsi ist diser Bau aufgricht ven Johannes Luck Niclas Caspar lu..bauw he...“. Scheune relativ kurz auf quadratischem Grundriss mit seitlichem Tor, darüber Dachluke. Inschrift im Torbalken: „Anno 1674 den 19 Dag Iuni ist der ausgirich W Nickel Casp Luck B.W.H.“ Im Nordgiebel reizvolles Rautenfachwerk. Seltenheitswert im Kreis als vollständige Hofreite des 17. Jahrhunderts.                                                                                     |         | 14292 DDB  |
|                                     |                                     | Bermbach, Hauptstraße 17 LageFlur: 2, Flurstück: 181/4 | Hakenhofreite am früheren nördlichen Ortsausgang, dreizoniges giebelständiges Wohngebäude in Ecklage. Straßenseitige Fenster bis auf kleine Giebelöffnungen entfernt. Aufgrund der Proportionen mit traufseitigem Geschossvorsprung kann auf Fachwerk des 18. Jahrhunderts geschlossen werden. Jüngere Fachwerkscheune, mit dem Hauptbau durch moderne Anbauten verbunden. Wohnhaus durch die erhöhte Lage in der hier ansteigenden Hauptstraße von markanter Wirkung im Straßenbild. |         | 14293 DDB  |
| Hakenhofreite an der Ortsdurchfahrt | Hakenhofreite an der Ortsdurchfahrt | Bermbach, Hauptstraße 23 LageFlur: 2, Flurstück: 178/2 | Hakenhofreite an der Ortsdurchfahrt. Das giebelständige Wohnhaus liegt etwas zurückgesetzt hinter einem erhöhten Vorgarten. Dreizoniger Bautyp des 18. Jahrhunderts, einfaches konstruktives Fachwerk, giebelseitig geschosshohe Streben; verputzt. Obergeschoss zur Hofseite hin vorspringend. Fachwerkscheune mit Stallteil und Hoftor des 19. Jahrhunderts, Hof mit Mistgrube in unverändertem Zustand landwirtschaftlicher Nutzung. Bisher unverfälschtes Beispiel eines Bauerngehöfts. |         | 14294 DDB  |
|                                     |                                     | Bermbach, Hauptstraße 26 LageFlur: 2, Flurstück: 18    | Geschlossene Hofreite mit eigenwilligem Wohnhaustyp des 19. Jahrhunderts: langgestreckter Traufenbau mit Walmdach und überbauter Hofeinfahrt. Verputzte Fachwerkkonstruktion in „klassizistischen“ Proportionen mit regelmäßiger Fensteranordnung (im Obergeschoss mit Klappläden) und Kniestock mit kleinen quadratischen Fensteröffnungen. Oben vergittertes Hoftor und Tür mit giebelförmigen Holzgewänden (hier aufgesetzte Bretter mit Wappen). Durch Dimension und Baugestalt im Ortsbild auffallender Bau. |         | 14295 DDB  |
|                                     |                                     | Bermbach, Hauptstraße 29 LageFlur: 2, Flurstück: 171/6 | Geschlossene Hofreite auf polygonalem Grundriss in der Abzweigung des Idsteiner Weges. Giebelständiges, hinter einem Vorgarten zurückgesetztes Wohngebäude, Fachwerk um 1700, ganz verputzt. Scheune ebenfalls in Giebelstellung, mit Baudatum 1796 im hofseitigen Torsturzbalken. Torbau mit oben vergittertem Tor und weitere verputzte, teils verschieferte Nebengebäude gehen auf das 19. Jahrhundert zurück. Damit vereinigt das Gehöft verschiedene Bauepochen unter Wahrung der traditionellen Gesamtform. |         | 14296 DDB  |
| weitere Bilder                      |                                     | Bermbach, Hauptstraße 33 LageFlur: 2, Flurstück: 113   | Kompletter Vierseithof mit Wohnhaus, Scheunen, Stallungen, Nebengebäuden und Hoftor. Bei Instandsetzung um 1980 wurden die Wirtschaftsgebäude teilweise erheblich um- und ausgebaut. Das Fachwerk mit regelmäßigen Strebefiguren und profilierter Obergeschossschwelle über gerundeten Balkenköpfen geht auf das 18. Jahrhundert zurück; der Dachausbau mit Kniestock, Zwerchhaus und ornamentaler Giebelverschieferung gehört wie das überdachte, oben vergitterte, mit Fächerrosetten geschmückte Hoftor und die Haustür mit Eingangstreppe und schmiedeeisernem Geländer dem 19. Jahrhundert an. Der (nicht erhaltene) Vorzustand zeigte Verputz mit Eckquaderung und Ornamentbänder mit Schablonenmalerei (ähnlich Nebenstraße 4). Die umfangreiche Hofreite ist prägender Bestandteil der Ortsmitte. |         | 14297 DDB  |
|                                     |                                     | Bermbach, Hauptstraße 37 LageFlur: 2, Flurstück: 108/5 | Bestandteil der Gesamtanlage Nebenstraße Ehemaliges Lehrerhaus neben der Schule. Bescheiden dimensioniertes, jedoch durch seine zentrale Lage auffallendes Wohngebäude. Traufständiger, ganz verputzter Fachwerkbau mit straßenseitigem Geschossvorsprung. Die Proportionen mit niedrigen Geschosshöhen und steil geneigtem Dach lassen den Schluss auf eine Entstehung um 1700 mit späterer Veränderung der Fensterstellung zu. Damit gehört das Haus zur älteren Bausubstanz des Dorfkernes. |         | 14298 DDB  |

### Esch
| Bild                     | Bezeichnung              | Lage                                                                                          | Beschreibung | Bauzeit | Objekt-Nr. |
| ------------------------ | ------------------------ | --------------------------------------------------------------------------------------------- | --- | ------- | ---------- |
| weitere Bilder           | Kriegerdenkmal           | Esch, Frankfurter Straße LageFlur: 3, Flurstück: 87/1                                         | Das Kriegerdenkmal für die Soldaten des Deutsch-Französischen Krieges 1870/71 ist, wie viele andere Denkmäler für diesen Krieg auch als Obelisk mit Eisernem Kreuz, Lorbeerkranz und Adler ausgeführt. Es befindet sich am originalen Standort im östlichen Ortsbereich an der Landstraße Frankfurt-Limburg. Die vordere Sockelinschrift lautet: „zur Erinnerung an den glorreichen Feldzug 1870/71“. Auf der rechten Sockelseite ist eine Tafel mit den Namen der Mitglieder des Veteranenvereins angebracht, die das Denkmal errichten ließen. Auf der linken Seite ist eine Tafel mit den Namen der Kriegsteilnehmer aus Esch angebracht. Die ehemalige Einfriedung aus Eisengittern ist nicht erhalten. |         | 14302 DDB  |
| weitere Bilder           |                          | Esch, Hofgasse 6/6a LageFlur: 3, Flurstück: 262/1, 262/3                                      | Wohnhaus und Scheune einer Hofanlage des 17./18. Jahrhunderts. Das in Giebelstellung von der Straße zurückgesetzte, dreiseitig freistehende Wohngebäude zeigt eine regionaltypische Fassadengestaltung vom Beginn dieses Jahrhunderts mit aufgeputzten Blendrahmen und Eckquaderung. Die Fachwerksubstanz um 1700 darunter ist weitgehend erhalten. Zugehörige Scheune getrennt davon stehend, mit Baudatum 1687 im verzierten Torsturzbalken und altem Tor; als datierte Scheune des 17. Jahrhunderts selten im Kreisgebiet. |         | 14301 DDB  |
| weitere Bilder           |                          | Esch, Kirchgasse 1 LageFlur: 3, Flurstück: 259                                                | Ehemaliger Pfarrhof von 1686 am Anfang der zur Kirche hin ansteigenden Kirchgasse. Langgestreckter Traufenbau mit stark dimensionierten Fachwerkhölzern, reich profilierter Gebälkzone und qualitätvoller Schnitzerei. Die Ornamentik des verzierten, dreiseitig flach vorspringenden Erkers – Weinranken, gedrehte Säulen, Konsolen, Masken, Fischfiguren – erinnert an vor dem Dreißigjährigen Krieg entstandene Vorbilder der Spätrenaissance in Idstein. Die Eckständer wiederholen plastische Motive des Erkers. Die ehemalige Torfahrt mit Korbbogen und Maske als Schlussstein wurde (mit seitlichem modernen Anbau) in einen Laden umgewandelt. Fein gearbeitete, im frühen 19. Jahrhundert entstandene zweiflügelige Haustür mit klassizistischen Rauten- und Fächermotiven, Oberlicht und Beschlägen. Darüber Inschrift (Rest eines barocken Türgewändes): „Gott sey vns gnaedig und segne uns / Johan Conrad Ruger vnd Ana Elisabeta“, Conrad Rüger war Pfarrer in Esch. Neben dem ehemaligen Bürgermeisterhaus von 1680 in Wallrabenstein, Burgstraße 1, bedeutendster dörflicher Fachwerkbau des ehemaligen Untertaunuskreises; wie dort findet sich hier ein Nachleben Idsteiner Fachwerktradition nach dem Dreißigjährigen Krieg. | 1686    | 14303 DDB  |
| Evangelische Pfarrkirche | Evangelische Pfarrkirche | Esch, Kirchgasse 12 LageFlur: 3, Flurstück: 240                                               | In erhöhter Lage am südlichen Ortsrand 1786 erbaut (Datum über dem Portal). Saalbau mit Rechteckfenstern, Pilastergliederung und Zwiebeldachreiter. Das Innere war ursprünglich (bis 1962) querorientiert. Flachdecke mit Spiegel und Stuckgesims. Zwei Emporen an den Schmalseiten. Kanzel aus der Mitte des 18. Jahrhunderts, Altarplatte von 1761 und von Taufstein 1732, Stiftungen (Inschrift), aus schwarzem Marmor. Orgel 1845 von Gustav Raßmann. Teile der Kirchhofmauer erhalten bzw. modern wiederhergestellt; Friedhofserweiterung nach Südosten, mit Kriegerdenkmal. | 1786    | 14304 DDB  |
| Esch, Hammermühle        | Hammermühle              | Esch, Peters Hammermühle, Emstalstraße 1, Emsbach LageFlur: 2, Flurstück: 158/3, 159/4, 170/5 | Nordöstlich außerhalb des Ortes im Emsbachtal um 1850 als Eisenhammer errichtet, im 19. Jahrhundert. Hammerwerk Petershammer mit Bauernhof. Wiederherstellung nach Brand 1960, Freilegung des konstruktiven Fachwerks. Das ursprünglich verputzte Wohngebäude mit kleinen Walmen entspricht in regelmäßiger, fünfachsig symmetrischer Fassadenaufteilung mit Mitteleingang dem weitverbreiteten klassizistisch-biedermeierlichen Haustyp. Gauben neu. Zugehöriges Wirtschaftsgebäude aus Backsteinmauerwerk mit Satteldach, Fachwerkgiebel mit Backsteinausfachung. | um 1850 | 14300 DDB  |
|                          |                          | Esch, Schulgasse 1 LageFlur: 3, Flurstück: 41                                                 | Wohnhaus, Tor und Nebengebäude einer Hofreite im Ortszentrum gegenüber dem Rathaus. Traufständiges Wohngebäude, dreizoniger Fachwerkbau des späten 18. Jahrhunderts, verputzt, mit geringem Geschossüberstand an der Traufseite. Ein hölzernes, überdachtes Tor mit Vergitterung und ein kleineres giebelständiges Wirtschaftsgebäude des 19. Jahrhunderts aus verputztem Mauerwerk schließen den Hof ab. Rückwärtige Scheune modern verändert. Die Baugruppe bildet ein wesentliches Element der Ortsmitte. |         | 14305 DDB  |
|                          |                          | Esch, Schwalbacher Straße 3 LageFlur: 3, Flurstück: 71/3                                      | Hakenhofreite im östlichen Dorfbereich, am früheren Ortseingang von der Frankfurt-Limburger Straße aus. Giebelständiges dreizoniges Wohnhaus, nach Inschrift über dem Eingang 1732 erbaut. Zwischenzeitlich stark verändert, 1990 unter Freilegung des Fachwerks und Rekonstruktion des Giebels in ursprünglicher Form wiederhergestellt. Im Obergeschoss Mannfiguren, Schwellenprofil. Hofseitiger Eingang mit Sandsteintreppe, Inschrift über der Tür: „Gott behits fir Fever vnd Brand / in Gottes Schvtz steh ich Carl Christ vnd Anna Rosina baven mich / 1732“. Torbau neu. |         | 14660 DDB  |
|                          |                          | Esch, Schwalbacher Straße 7 LageFlur: 3, Flurstück: 70/1                                      | Giebelständiges zweizoniges Wohnhaus, an der Hofseite verputzt, giebelseitig mit modernen Materialien verkleidet. Der traufseitige Geschossüberstand sowie Stellung und Größe der Fensteröffnungen lassen den Schluss auf überwiegend intaktes, im 18. Jahrhundert errichtetes Fachwerkgefüge zu. Die Hofreite ist Bestandteil einer in diesem Straßenabschnitt erhaltenen, relativ regelmäßigen Bebauungsstruktur aus eng gereihten Hakenhöfen; dadurch von Bedeutung für Straßenraum und Dorfentwicklung. |         | 14661 DDB  |
| weitere Bilder           | Saalbau                  | Esch, Schwalbacher Straße 19 LageFlur: 3, Flurstück: 54/3                                     | Um 1900 errichteter ehemaliger Tanzsaal des Gasthofes Zur Krone. Langgestreckter, eingeschossiger, verputzter Mauerwerksbau mit Walmdach. Seitlich hohe (teilweise durch spätere Anbauten verdeckte) Stichbogenfenster. Der zur Straße orientierte, durch ein Giebelzwerchhaus betonte Eingang an der Schmalseite wird von zwei Platanen flankiert. Hier befand sich der von einem schmiedeeisernen Gitterzaun umgebene Wirtsgarten, in dem ursprünglich vier kronenbeschnittene Platanen Schatten spendeten. Das um 1850 erbaute Gasthaus heute stark verändert. | um 1850 | 14308 DDB  |
| weitere Bilder           |                          | Esch, Schwalbacher Straße 21a–c, Schwalbacher Straße LageFlur: 3, Flurstück: 49/1, 49/2       | Umfangreicher Vierseithof an der Ortsdurchfahrt. Das giebelständige, vollständig verkleidete Fachwerkwohnhaus geht auf das 18. Jahrhundert zurück; das Dachgeschoss wurde um 1900 mit auf geschnitzten Streben überstehendem Dach erneuert. Der anschließende markante Torbau mit Vergitterung und Ziegelüberdachung wie auch das kleine massive, verputzte Nebengebäude entstanden im 19. Jahrhundert. Durch die Freistellung des Wohngebäudes zum Schlabach hin ergibt sich die besondere städtebauliche Wirkung. |         | 14309 DDB  |
| weitere Bilder           |                          | Esch, Schwalbacher Straße 22/22a LageFlur: 3, Flurstück: 224                                  | Hofreite des 18. Jahrhunderts in zentraler Lage in einem durch Borngasse, Kirchgasse und Schwalbacher Straße gebildeter Winkel. Wohnhaus des 18. Jahrhunderts mit breiter Giebelfront, verputzt, Giebel mit Kunstschiefer verkleidet, mit Krüppelwalmdach. Durch neuere Fenstereinbauten vor allem an der östlichen Traufseite verändert. Hof durch Wirtschaftsgebäude allseitig umbaut, Fachwerk teils sichtbar, teils verputzt. Scheune mit inschriftlichem Erbauungsdatum 1730 im profilierten Torsturzbalken. |         | 14310 DDB  |
|                          |                          | Esch, Schwalbacher Straße 26 LageFlur: 3, Flurstück: 247/2                                    | Stattliche Hofreite in der Ortsmitte, durch die Lage in einer Biegung der Schwalbacher Straße besonders hervortretend. Unter der Verkleidung des Wohnhauses ist mit gutem Fachwerk des frühen 18. Jahrhunderts, vermutlich mit Zierformen, zu rechnen. Rückwärtig anschließendes Nebengebäude ebenfalls verkleidet. Die große Scheune und ein weiteres Wirtschaftsgebäude zeigen wohlerhaltenes Fachwerk der Zeit um 1800. Wichtiger Baukomplex mit Sichtbeziehung zu Rathaus und ehemaligem Pfarrhof Kirchgasse 1. |         | 14311 DDB  |
| Hof Hahn                 | Hof Hahn                 | Esch, Schwalbacher Straße 45 LageFlur: 3, Flurstück: 303                                      | Wohnhaus des Hof Hahn. 1904 (Bauinschrift) am westlichen Ortsrand erbaut, dokumentiert es die Weiterentwicklung des bäuerlichen Wohnhauses zu einem großvolumigeren Bautyp mit „städtischer“ Fassade. Massivbau über quadratischem Grundriss, auf Streben ausladendes Satteldach. Putzfassade mit Stuckgesimsen und -lisenen, verzierte Fenstergewände und Brüstungen. Die geschosstrennende Horizontalgliederung behält Proportionen des Fachwerkbaues bei, das Ornament zeigt Jugendstileinflüsse. |         | 14312 DDB  |

### Niederems
| Bild            | Bezeichnung | Lage                                                       | Beschreibung | Bauzeit | Objekt-Nr. |
| --------------- | ----------- | ---------------------------------------------------------- | --- | ------- | ---------- |
| Volksschule     | Volksschule | Niederems, An der Linde 1 LageFlur: 5, Flurstück: 74/3     | 1952 anstelle einer Schule des 18. Jahrhunderts erbaut. Klassenhauptbau mit rechtwinklig angesetztem (durch späteren Vorbau veränderten) Toilettenflügel. Wohnhausartiger Baukörper mit Satteldach, Fenster im Dachgeschoss als Bänder zusammengefasst; Erdgeschoss-Fenster ursprünglich mit Sprossenkreuzteilung. Traufseitiger, zum Vorhof orientierter Mitteleingang als Zwerchhausrisalit mit Stichbogenportal, das durch im Material abgesetzte, archaisierende Strebpfeiler und eine Treppe betont wird. An der Giebelseite Blumenerker auf Konsolen und programmatisches (nach Neuanstrich isoliert wirkendes) Sgraffito zum Thema: „Nicht für die Schule, sondern für das Leben lernen wir.“ Als Einfriedung Natursteinmauer mit Holzlatten. Beispiel für den „landschaftsbezogenen“ konservativen Typ der Dorfschule um 1950. | 1952    | 14314 DDB  |
|                 |             | Niederems, An der Linde 4a LageFlur: 5, Flurstück: 53      | Wirtschaftsgebäude eines Gehöfts mit modernisiertem Wohnhaus in der Ortsmitte. Giebelständige Scheune und im rechten Winkel anschließender Schuppen, beide in Fachwerk errichtet, an den Außenwänden verputzt. Hofseitig jeweils weiter Überstand des Satteldaches auf Streben. Sturzbalken des Scheunentores mit für die Gegend typischem diagonalen Schnitzprofil und Inschrift: „Anno 1737 disser Bau steht in Gottes Hand Gott bewar es vor Feuer und Brand in Gottes Schutz steh ich / Adam Peter Bod u s“. |         | 14315 DDB  |
|                 |             | Niederems, Augasse 3 LageFlur: 5, Flurstück: 65/2          | Stattliche Hofreite im Ortskern, Wohnhaus und Scheune beiderseits des weiträumigen, durch eine halbhohe Einfriedung mit schmiedeeisernem Tor abgeschlossenen Hofes. Wohngebäude um 1800, ursprünglich verputztes Fachwerk. Dach um 1900 mit Überstand auf geschnitzten Streben, mit Ziergespärre und weithin sichtbarer dekorativer Deckung aus farbig glasierten Ziegeln. Originalfenster mit Bleiverglasung im Obergeschoss. Wohlerhaltene Fachwerkscheune des frühen 19. Jahrhunderts. |         | 14316 DDB  |
|                 |             | Niederems, Emsbachstraße 2 LageFlur: 5, Flurstück: 69      | |         | 14317 DDB  |
| Bild gesucht BW |             | Niederems, Wiesbadener Straße 2 LageFlur: 5, Flurstück: 50 | |         | 14318 DDB  |

### Reichenbach
| Bild             | Bezeichnung         | Lage                                                                                                  | Beschreibung | Bauzeit | Objekt-Nr. |
| ---------------- | ------------------- | --- | ------------ | ------- | ---------- |
| Vierseithof      | Vierseithof         | Reichenbach, Am Dorfgemeinschaftshaus 2, Am Dorfgemeinschaftshaus LageFlur: 31, Flurstück: 44/2, 44/3 |              |         | 14325 DDB  |
| Vierseithofreite | Vierseithofreite    | Reichenbach, Am Dorfgemeinschaftshaus 6 LageFlur: 31, Flurstück: 45/1                                 |              |         | 14328 DDB  |
|                  |                     | Reichenbach, Im Hahlgarten 6 LageFlur: 30, Flurstück: 79                                              |              |         | 14327 DDB  |
|                  |                     | Reichenbach, Im Hahlgarten 8 LageFlur: 30, Flurstück: 84                                              |              |         | 14326 DDB  |
| Bild gesucht BW  |                     | Reichenbach, Obergasse 4a LageFlur: 30, Flurstück: 55/1                                               |              |         | 14662 DDB  |
| Bild gesucht BW  |                     | Reichenbach, Obergasse 8 LageFlur: 30, Flurstück: 57                                                  |              |         | 14663 DDB  |
| weitere Bilder   | Evangelische Kirche | Reichenbach, Obergasse 13 LageFlur: 30, Flurstück: 69                                                 |              | 1840    | 14331 DDB  |
| Backhaus         | Backhaus            | Reichenbach, Schulbergstraße LageFlur: 30, Flurstück: 45                                              |              |         | 14332 DDB  |
| Alte Schule      | Alte Schule         | Reichenbach, Schulbergstraße 2 LageFlur: 30, Flurstück: 44                                            |              | 1902    | 14333 DDB  |
|                  |                     | Reichenbach, Schulbergstraße 5 LageFlur: 30, Flurstück: 49/1                                          |              |         | 14334 DDB  |

### Reinborn
| Bild            | Bezeichnung          | Lage                                                                          | Beschreibung                                                                            | Bauzeit | Objekt-Nr. |
| --------------- | -------------------- | ----------------------------------------------------------------------------- | --------------------------------------------------------------------------------------- | ------- | ---------- |
| weitere Bilder  | Evangelische Kapelle | Reinborn, Fischbacher Weg 2, Fischbacher Weg LageFlur: 2, Flurstück: 15/1, 16 | Kapelle aus dem Jahr 1724.                                                              |         | 14320 DDB  |
| weitere Bilder  | Backhaus             | Reinborn, Reinborn LageFlur: 2, Flurstück: 134                                |                                                                                         |         | 14322 DDB  |
|                 |                      | Reinborn, Reinborn 19 LageFlur: 2, Flurstück: 130/4                           | Dreiseithof aus dem Jahr 1767 mit weiteren Wirtschaftsgebäuden aus dem 19. Jahrhundert. |         | 14664 DDB  |
| Bild gesucht BW | Scheune              | Reinborn, Reinborn 23 LageFlur: 2, Flurstück: 132/2                           |                                                                                         |         | 14323 DDB  |

### Steinfischbach
| Bild                        | Bezeichnung                   | Lage                                                                                    | Beschreibung | Bauzeit | Objekt-Nr. |
| --------------------------- | ----------------------------- | --------------------------------------------------------------------------------------- | --- | ------- | ---------- |
|                             |                               | Steinfischbach, Am Zuckerberg 2 LageFlur: 1, Flurstück: 2/1                             | Größere Hofreite aus der Zeit kurz vor 1900. |         | 14339 DDB  |
| Wasserbehälter              | Wasserbehälter                | Steinfischbach, An der Kulturhalle (Usinger Straße) LageFlur: 3, Flurstück: 94          | Wasserbehälter aus dem Jahr 1906 mit einem Eingangsbau in historisierenden Formen und einem mit glasierten Kacheln verkleidetem Mauerwerk. Rundbogentür mit geschmiedeten Eisenbeschlägen. |         | 14358 DDB  |
| Alte Schule                 | Alte Schule                   | Steinfischbach, Camberger Straße LageFlur: 1, Flurstück: 66/3                           | Gegenüber der Kirche wurde 1910 die Volksschule erbaut und 1912 eingeweiht. Der Bau erfolgte im damals üblichen Landhausstil. Der untere Bereich ist als Natursteinsockel ausgelegt. Im Erdgeschoss lagen hinter einer Putzfassade die Klassenräume, der obere Teil des Hauses ist in Fachwerkbauweise ausgeführt. Heute Nutzung als evangelisches Gemeindehaus. |         | 14346 DDB  |
| Gasthaus zum Schinderhannes | Gasthaus zum Schinderhannes   | Steinfischbach, Camberger Straße 1 LageFlur: 1, Flurstück: 41                           | Das Gasthaus zum Schinderhannes ist ein denkmalgeschütztes Fachwerkhaus an der zentralen Kreuzung aus Usinger-, Emser- und Camberger Straße. Das Haus wurde ursprünglich im frühen 17. Jahrhundert erbaut und in verschiedenen Epochen um- und ausgebaut. Die giebelseitigen Mannfiguren mit gebogenen Streben und geschnitzten Knaggen mit Herzmotiv und die profilierte Gebälkzone mit engliegenden Balkenköpfen und Füllhölzern gehört zu den ursprünglichen Teilen des Hauses. Das traufseitige Fachwerk wurde um 1800 ergänzt. Im späten 19. Jahrhundert wurde das Dach auf die heutige Form mit Kniestock und Überstand auf geschnitzten Streben geändert und der Torbau mit symmetrischer Vergitterung über zwei Mannpforten ergänzt. |         | 14665 DDB  |
|                             |                               | Steinfischbach, Camberger Straße 3, Camberger Straße LageFlur: 1, Flurstück: 39/1, 39/2 | Hofreite, bestehend aus einem verputzten Fachwerkwohnhaus aus dem 17. oder 18. Jahrhundert und einer original belassenen Scheune mit Inschrift „Anno 1688“. |         | 14666 DDB  |
|                             |                               | Steinfischbach, Camberger Straße 5 LageFlur: 1, Flurstück: 38                           | Hofreite aus straßenseitigem Fachwerkwohnhaus aus dem 17. Jahrhundert und rückseitiger Scheune mit Inschrift: „Diese Scheuer hat erbaut Johann Georg Schneider und seine Frau Anna Magaretha im Jahre 1811.“ |         | 14668 DDB  |
|                             |                               | Steinfischbach, Camberger Straße 9 LageFlur: 1, Flurstück: 54/2, 55                     | Vierseitige Hofreite bestehend aus einem Wohnhaus des 18. Jahrhunderts mit einem um 1800 entstandenen Anbau und einer Fachwerkscheune und jüngeren Nebengebäuden. |         | 14667 DDB  |
|                             |                               | Steinfischbach, Camberger Straße 11/13 LageFlur: 1, Flurstück: 56, 57                   | Doppelwohnhaus in Querteilung mit Zierfachwerk des frühen 17. Jahrhunderts unter Putz. Rückwärtig liegt die Scheune aus dem 17. oder 18. Jahrhundert mir geschnitztem Torsturzbalken. |         | 14345 DDB  |
| Rathaus                     | Rathaus                       | Steinfischbach, Camberger Straße 12 LageFlur: 1, Flurstück: 1                           | Das Rathaus aus dem Jahr 1781 ist ein verputztes traufständiges Fachwerkbau in der Ortsmitte. Das Krüppelwalmdach mit verschiefertem Haubendachreiter war früher mit einer Uhr versehen und ist heute mit einem schmiedeeisernen Kreuz an der Spitze geschmückt. |         | 14343 DDB  |
| weitere Bilder              | Evangelische Pfarrkirche      | Steinfischbach, Camberger Straße 15 LageFlur: 1, Flurstück: 63                          | Klassizistischer Bau aus dem Jahre 1843. Er ersetzte eine ältere, in der Nähe des heutigen Friedhofs befindliche Kirche. Die Ausstattung ist noch weitgehend original mit einer Orgel von Daniel Raßmann. |         | 14347 DDB  |
| Bild gesucht BW             |                               | Steinfischbach, Escher Straße 6 LageFlur: 1, Flurstück: 48                              | Ein vom Jugendstil beeinflusstes Wohnhaus aus dem ersten Jahrzehnt des 20. Jahrhunderts. |         | 14348 DDB  |
|                             |                               | Steinfischbach, Escher Straße 9 LageFlur: 4, Flurstück: 42                              | Die vierseitig geschlossene Hofanlage aus der Zeit um 1800 liegt am Ortsrand südwestlich des Ortes. |         | 14349 DDB  |
| Bild gesucht BW             | Alter Ortskern Steinfischbach | Steinfischbach, Gesamtanlage alter Ortskern Lage                                        | |         | 14338 DDB  |
|                             |                               | Steinfischbach, Hintergasse 1 LageFlur: 1, Flurstück: 94                                | Hakenhofreite bestehend aus einem um 1800 erbauten Wohnhaus, einer um 1830 gebauten Scheune und einem weiteren Fachwerkwirtschaftsgebäude. Bei einer Sanierung 1988/89 wurde das Fachwerk freigelegt. |         | 14350 DDB  |
|                             |                               | Steinfischbach, Hintergasse 3 LageFlur: 1, Flurstück: 93/2                              | Giebelständiges Wohnhaus aus der ersten Hälfte des 18. Jahrhunderts. Eine Bautafel zeigt das Zunftzeichen eines Fassmachers mit passenden Werkzeugen und die Namen des Bauherrn und seiner Ehefrau: „Iurg Philipus Plez bh (Bauherr) / Cathria (Catharina) Margretha bf“. |         | 14351 DDB  |
| Bild gesucht BW             |                               | Steinfischbach, Hintergasse 4 LageFlur: 1, Flurstück: 105                               | Dreiseitige Hofreite. Das Photo zeigt das verputzte Haupthaus aus dem späten 18. Jahrhundert. Daneben bestehen auf der Rückseite eine Scheune mit inschriftlichem Baudatum 1807 und ein jüngeres, aus Fachwerk mit Backsteinausfachungen bestehendes Nebengebäude. |         | 14352 DDB  |
| Bild gesucht BW             | Scheune                       | Steinfischbach, Hintergasse 7 LageFlur: 1, Flurstück: 91                                | Die Scheune aus dem 19. Jahrhundert trägt die Inschrift: „Diese Scheuer hat erbaut Philip Henrich Lohnstein und seine Hausfrau Maria Margaretha im Jahr Christi 1817 den 24ten October / ist von Zimmermeister Philip Heinrich Wolfsheimer verfertigt worten“. |         | 14353 DDB  |
| weitere Bilder              | Pfarrhof                      | Steinfischbach, Pfarrgasse 7, Grundstiel LageFlur: 1, Flurstück: 49, 50, 52             | Der Pfarrhof ist eine Hofanlage aus Fachwerkhäusern am westlichen Ortsrand. Das Bild zeigt das Hauptgebäude, einen Wohnbau aus der Mitte des 17. Jahrhunderts. Daneben besteht ein langgestrecktes Nebengebäude und eine Scheune aus dem Jahr 1703. |         | 14354 DDB  |
| Backhaus                    | Backhaus                      | Steinfischbach, Usinger Straße 2 LageFlur: 4, Flurstück: 55                             | Das ehemalige Backhaus ist eines der ältesten Backhäuser des Untertaunus und heute Heimatmuseum. Das Fachwerkhaus ist verputzt und an der östlichen Giebelseite und rückwärtig durch neuere Anbauten, Fassade verändert. Über dem Eingang steht die Inschrift „1746 / omnia cum deo et nihel sin eo / dis ist das gemeine Backhaus / wer ken Mehl hat der bleib draus“. |         | 14355 DDB  |
|                             |                               | Steinfischbach, Usinger Straße 4/6 LageFlur: 4, Flurstück: 58/1, 59                     | Gebäudekomplex aus Doppelhofreite, zwei Scheunen und einem Torbau. Fachwerk (mit barocken Zierformen) unter Putz, giebelseitiger Geschossüberstand. Die Fensterformate an der östlichen Hälfte entsprechen nicht der ursprünglichen Bauart. Eine Bautafel weist auf das Erbauungsjahr 1672 hin und trägt die Inschrift „Peter Böcher Bavherr / Anna Marcreta seine eheliche Havsfrav / Fridrich Eierman Zimerman von Camrich“. |         | 14356 DDB  |
| Jüdischer Friedhof          | Jüdischer Friedhof            | Steinfischbach, Winterborn (Camberger Straße (K 749)) LageFlur: 5, Flurstück: 52        | |         | 14357 DDB  |